# قائمة الدول المتوسطية

خريطة البحر الأبيض المتوسط

دول البحر الأبيض المتوسط يقصد بها الدول المطلة على البحر الأبيض المتوسط.
في قارة أوروبا:
- أسبانيا
- فرنسا
- موناكو
- سلوفينيا
- كرواتيا
- البوسنة والهرسك
- الجبل الأسود
- جبل طارق
- إيطاليا
- مالطا
- ألبانيا
- اليونان
- تركيا

في قارة آسيا:
- سوريا
- قبرص
- قبرص الشمالية
- لبنان
- فلسطين

في قارة أفريقيا:
- مصر
- ليبيا
- تونس
- الجزائر
- المغرب